# Can Fàbregas (Mollet del Vallès)
Can Fàbregas fou una fàbrica sedera ubicada al carrer Berenguer III de Mollet del Vallès. Fou inaugurada per la família Fabregas l'any 1900. Durant molt de temps, fou considerada una de les fàbriques més importants de Mollet del Vallès i de la comarca del Vallès Oriental, així com una de les pioneres d'Espanya pel que fa a la modernització i mecanització de la indústria sedera. Molt vinculada a la vida social del municipi, fou una de les empreses que van crear-hi més ocupació. La fàbrica fou tancada l'any 2001 i l'any següent l'edifici fou enderrocat.

## Història
La família Fàbregas pertanyia a una saga de fabricants de seda que s'inicia el 1739. Un dels seus primers membres més destacats, Gaietà Fàbregas Xavet, disposava d'un taller artesà a Barcelona, al carrer Bou de Sant Pere. Un segle després, al capdavant de Gaietà Fàbregas Rafart, l'empresa tenia la seva primera fàbrica mecanitzada a la vila de Gràcia, i comptava amb una gran xarxa comercial a nivell estatal, fet que feia necessari la seva ampliació. Per aquest motiu, una de les possibles destinacions per obrir la nova fàbrica fou Mollet del Vallès.
L'any 1898 s'iniciaren els tràmits amb l'Ajuntament de Mollet de Vallès per a la seva construcció, ubicada entre el torrent Caganell i la carretera de Sant Fost. Finalment, la fàbrica s'inaugurà l'any 1900 i el seu primer director fou el mateix Gaietà Fàbregas Rafart. L'edifici comptava amb una xemeneia de 40 m d'alçada i 1,20 m. d'amplada. Inicialment, disposava de 35 telers mecànics per teixir la seda, i l'any següent, de 100. Es considera que fou una de les primeres fàbriques amb telers mecànics a tot l'Estat. Durant els primers anys, el nombre de treballadors oscil·laven entre els 150 i 200. L'any 1910 Gaietà Fàbregas decideix repartir les seves fàbriques, 2 a Barcelona i 1 a Mollet, als seus tres fills, adjudicant a Joan Fàbregas la de Mollet del Vallès. Durant el període 1910-1920, s'adquireix material més modern i es consolida la fàbrica. L'any 1918 l'empresa arriba a tenir 300 treballadors i el 1920 s'instal·la una nova fàbrica a Viladecans amb 40 telers.